# 手足同途
《手足同途》是以香港反对逃犯条例修订草案运动为背景创作的粤语歌曲，由旅居加拿大的漫画家郭竞雄（大雄）作曲，Nalumi Li作词、演唱，并由《大纪元时报》和《新唐人电视台》于2019年末推出。表现了香港人在特殊时刻的团结和勇气，以及对未来的自信。